# Deutsche Handballmeisterschaft 1964
Die Deutsche Handballmeisterschaft 1964 war die 15. vom DHB ausgerichtete Endrunde um die Deutsche Meisterschaft im Hallenhandball der Männer. Sie wurde am 22. und 23. Februar vor 6.000 Zuschauern in der Ostseehalle in Kiel ausgespielt, in einem Endrundenturnier mit Gruppenphase in der Vorrunde.
Neuer Titelträger wurde der Berliner SV 1892, der damit nach dem inoffiziellen Zonenmeister-Titel 1948 und der Meisterschaft 1956 zum dritten Mal das Endrundenturnier gewinnen konnte. Im Endspiel gewannen die Berliner gegen den Titelverteidiger THW Kiel mit 4:3.
Erstmals seit 10 Jahren hatte sich der Rekordmeister Frisch Auf Göppingen nicht für die Endrunde qualifizieren können.

## Modus
Teilnahmeberechtigt an der Endrunde waren die Meister der fünf Regionalverbände sowie der Vizemeister des gastgebenden Verbandes, in diesem Jahr des Norddeutschen Handball-Verbands. In zwei Vorrundengruppen qualifizierten sich die jeweils ersten beiden Mannschaften für das Halbfinale, die jeweils Gruppenletzten spielten um Platz fünf.
In der Vorrundengruppe A spielten der Titelverteidiger THW Kiel (Regionalverbandsmeister Nord), der SV Bayer 04 Leverkusen (Regionalverbandsmeister West) und der TuS 1860 Neunkirchen (Regionalverbandsmeister Südwest).
In der anderen Gruppe trafen der Berliner SV 1892 (Regional-/Landesverbandsmeister Berlin), der Hamburger SV (Vizemeister Regionalverband Nord) und die SG Leutershausen (Regionalverbandsmeister Süd) aufeinander.
Die Spieldauer betrug 2 × 20 Minuten; bei Gleichstand nach regulärer Spielzeit war eine Verlängerung vorgesehen.

## Turnierverlauf
In der Vorrunde sah es noch so aus, also ob der THW Kiel in eigener Halle problemlos auf den vierten Titel zusteuern und damit den Heimnimbus wahren könnte: die Spiele gegen den westdeutschen und den südwestdeutschen Meister wurden souverän gewonnen. Das Halbfinale gegen den norddeutschen Vizemeister Hamburger SV war auch eine Neuauflage des Duells der beiden Altmeister Hein Dahlinger (Kiel, 41 Jahre) und Otto Maychrzak (Hamburg, 36 Jahre), der nochmals Torschützenkönig der Deutschen Meisterschaft wurde; die Abwehrstärke der Kieler setzte sich auch hier noch durch. Im Geduldsspiel des torarmen Finales erwies sich aber schließlich der Berliner Meister als cleverer und machte mit dem Siegtor 5 Sekunden vor dem Abpfiff die Kieler Hoffnungen zunichte. Die Mannschaft hatte gemeinsam mit ihrem Spielertrainer Hein Dahlinger, der im Vorjahr noch Erfolgsgarant war, den Zenit ihres Könnens überschritten.
Der Erfolg des Berliner SV war kein Zufallsprodukt: In der Vorrunde hatten die Berliner den Hamburger SV regelrecht schwindlig gespielt, hatten in der ersten Spielhälfte bereits mit 7:0 geführt, ehe der HSV das Ergebnis etwas erträglicher gestalten konnte. Seine ganze Routine brauchte der BSV dagegen im anderen Vorrundenspiel: gegen die Endrundenneulinge aus Leutershausen lag der Altmeister zur Halbzeit scheinbar aussichtslos mit 3 Toren zurück, konnte das Spiel aber in den zweiten 20 Minuten noch zum knappen Sieg drehen.

### Vorrunde
Vorrundenspiele Gruppe A, 22. Februar
THW Kiel – SV Bayer 04 Leverkusen: 6:2 (Halbzeit: 4:2)
SV Bayer 04 Leverkusen – TuS 1860 Neunkirchen: 9:8 (Halbzeit: 4:4)
THW Kiel – TuS 1860 Neunkirchen: 6:3 (Halbzeit: 3:0)
|    | Abschlusstabelle Gruppe A | Sp. | S | U | N | Tore  | Diff. | Punkte |
| -- | ------------------------- | --- | - | - | - | ----- | ----- | ------ |
| 1. | THW Kiel                  | 2   | 2 | 0 | 0 | 12:5  | +7    | 4:0    |
| 2. | SV Bayer 04 Leverkusen    | 2   | 1 | 0 | 1 | 11:14 | −3    | 2:2    |
| 3. | TuS 1860 Neunkirchen      | 2   | 0 | 0 | 2 | 11:15 | −4    | 0:4    |

Vorrundenspiele Gruppe B, 22. Februar
Berliner SV 1892 – Hamburger SV: 11:6 (Halbzeit: 9:3)
Berliner SV 1892 – SG Leutershausen: 5:4 (Halbzeit: 1:4)
Hamburger SV – SG Leutershausen: 10:8 (Halbzeit: 6:4)
|    | Abschlusstabelle Gruppe B | Sp. | S | U | N | Tore  | Diff. | Punkte |
| -- | ------------------------- | --- | - | - | - | ----- | ----- | ------ |
| 1. | Berliner SV 1892          | 2   | 2 | 0 | 0 | 16:10 | +6    | 4:0    |
| 2. | Hamburger SV              | 2   | 1 | 0 | 1 | 16:19 | −3    | 2:2    |
| 3. | SG Leutershausen          | 2   | 0 | 0 | 2 | 12:15 | −3    | 0:4    |

### Finalrunde

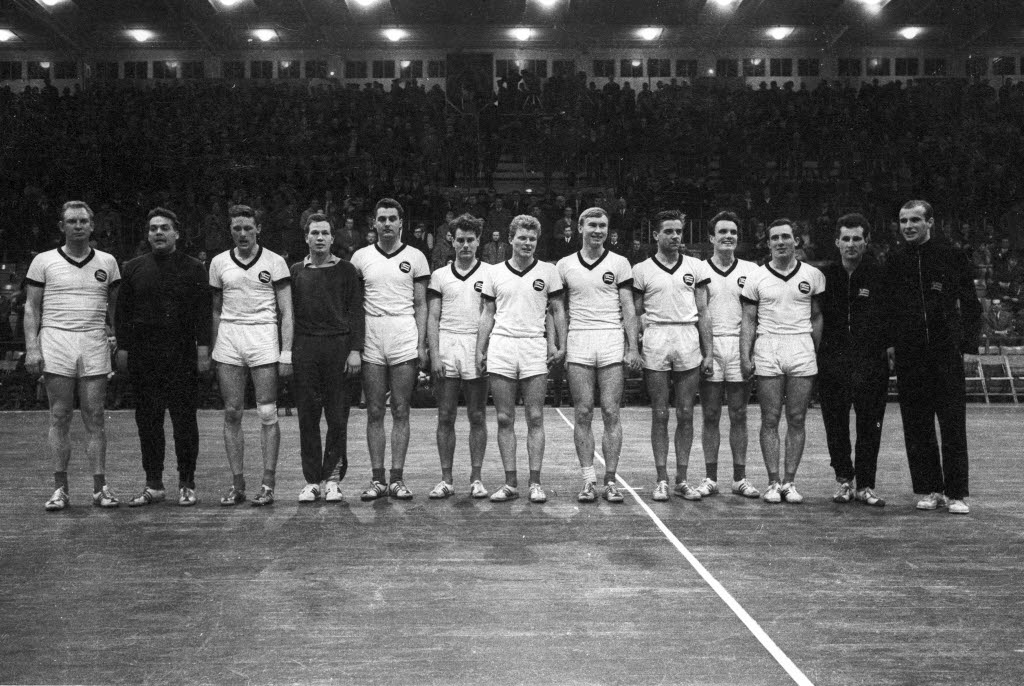
Die Meistermannschaft des Berliner SV 92

Halbfinale, 23. Februar
THW Kiel – Hamburger SV: 3:2 (Halbzeit: 1:1)
Berliner SV 1892 – SV Bayer 04 Leverkusen: 10:8 (Halbzeit: 5:4)
Spiel um Platz fünf, 23. Februar
TuS 1860 Neunkirchen – SG Leutershausen: 8:9 (nach Verlängerung, nach regulärer Spielzeit: 7:7, Halbzeit: 5:3)
Spiel um Platz drei, 23. Februar
SV Bayer 04 Leverkusen – Hamburger SV: 10:11 (Halbzeit: 9:4)
Finale, 23. Februar
Berliner SV 1892 – THW Kiel: 4:3 (Halbzeit: 2:2)